# تاریخ بلعمی

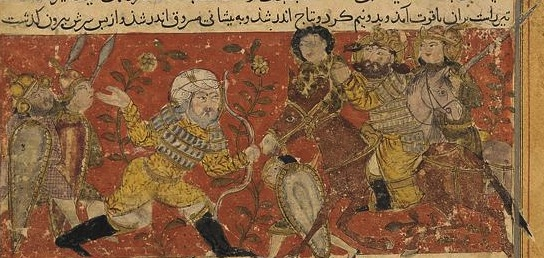
مینیاتوری از تاریخ‌نامه بلعمی: وهریز پیر مسروق پادشاه حبشه‌ای یمن را می‌کشد.

تاریخ بلعمی یا تاریخ‌نامهٔ بزرگ ترجمه‌ای است که ابوعلی محمد بن محمد بلعمی از کتاب تاریخ پیامبران و پادشاهان یا همان تاریخ طبری مشهور نوشتهٔ محمد جریر طبری ترتیب داده‌است. تاریخ آغاز ترجمه ۳۵۲ قمری/۳۴۲ خورشیدی بوده‌است. تاریخ طبری، تاریخ جهان از ابتدای آفرینش آدم تا آغاز سده چهارم هجری را به تفصیل بیان کرده‌است و تاریخ بلعمی ترجمهٔ آزاد فارسی این کتاب به‌طور مختصر است.
با توجه به تاریخ نوشته شدن این کتاب، می‌توان آن را پس از شاهنامه ابومنصوری، قدیمی‌ترین نثر فارسی دری دانست.

## نثر کتاب
تاریخ بلعمی از کهن‌ترین نمونه‌های نثر پارسی است که هم‌اینک موجود است. شمار واژه‌های تازی در آن بسیار اندک است و سبک نثر آن بسیار ساده است و از واژه‌های دشوار و شعری در آن استفاده نشده‌است. همچنین به مانند زبان پهلوی، جمله‌های آن کوتاه است و نمونه‌هایی از تکرار فعل در آن به چشم می‌خورد. این از ویژگی‌های بارز نثر مرسل سامانی است که نثر بلعمی نمایندهٔ آن است و نوشته‌های دوران ساسانی و حتی سنگ‌نبشته‌های دوره هخامنشی را به‌یاد می‌آورد.
سبک نگارش این کتاب هرچند که تا اندازه‌ای زیر تأثیر ترجمهٔ متن عربی است که خواه‌ناخواه در اسلوب فارسی تأثیرگذار بوده‌است اما برگرداننده کوشش کرده‌است که به جای واژگان عربی از واژه‌های فارسی بهره جوید و اسلوب فارسی را از دست ندهد. به همین خاطر، این کتاب از کتاب‌های تاریخ بیهقی و کلیله و دمنه نصرالله منشی فارسی‌تر ولی از مقدمهٔ شاهنامه ابومنصوری عربی‌تر است.
چنین به نظر می‌رسد که این کتاب در زمان خود طوری ساده و قابل فهم بوده‌است که حتی افراد کم‌سواد هم قادر به خواندن آن بوده‌اند. در این کتاب بسیاری از واژگان کهن پارسی یافت می‌شود که اکنون از یاد رفته‌اند؛ مانند ایدون (چنین)، ایدر (این‌جا)، مهتر (بزرگ‌تر)، کهتر (کوچک‌تر)، پرگست (هرگز، مبادا) و …
بلعمی سعی داشته‌است که نثری ساده و روشن را به کار گیرد و از واژه‌های شعری و کلمه‌های ناآشنا دوری کند و اگر برخی واژه‌ها امروزه سخت و عجیب جلوه می‌کنند، به‌دلیل گذشت زمان و منسوخ شدن این واژگان است. معمولاً پادشاهان علاقه به کتاب‌هایی با نثر ساده و روشن داشته‌اند و یک دلیل سادگی نثر کتاب را همین موضوع می‌توان دانست؛ چون ابوعلی بلعمی این کتاب را به دستور منصور بن نوح سامانی به فارسی برگردانده است.

## نسخه‌های کتاب
از کتاب تاریخ بلعمی نسخه‌های متعددی در کتابخانه‌های ایران، اروپا، ترکیه و هندوستان وجود دارد. اما در میان این نسخه‌ها، نسخه‌ای اصل و بدون اشکال وجود ندارد و قدیمی‌ترین این نُسَخ احتمالاً متعلق به سده هفتم هجری است که دستکم سه سده با تاریخ نگارش کتاب فاصله دارد و البته در تصحیح تاریخ بلعمی به عنوان اصل و متن قرار گرفته‌است.
میان نسخه‌های موجود تاریخ بلعمی تفاوت‌های بسیاری موجود است که ناشی از گذشت زمان و دستبرد ناسخان — از روی سهو و عمد — است.

## چگونگی ترجمه کتاب

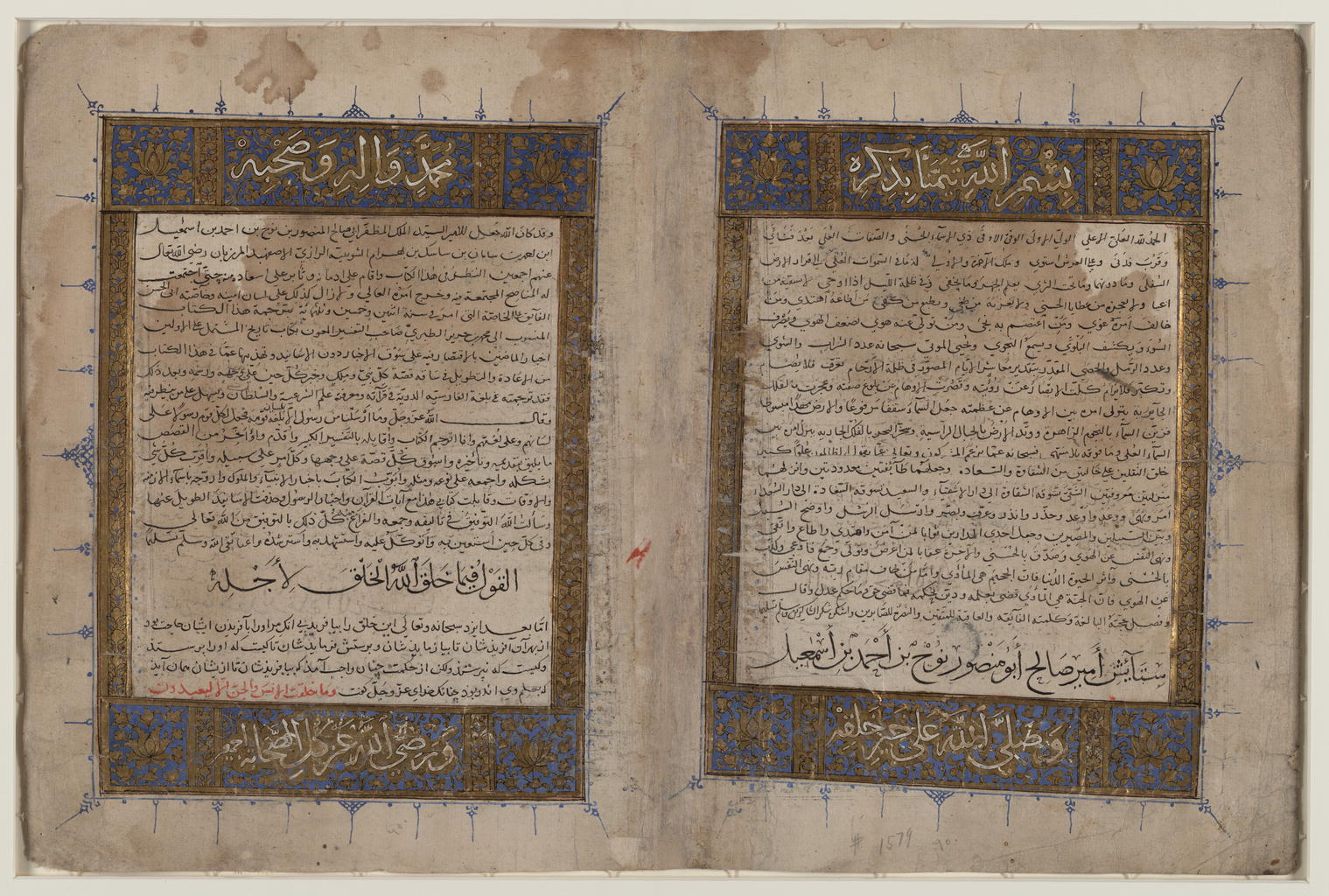
نسخه‌ای خطی به خط نسخ از تاریخ بلعمی، ترجمهٔ فارسی تاریخ طبری

ابوعلی بلعمی کتاب تاریخ طبری را به دستور منصور بن نوح سامانی به فارسی ترجمه کرده‌است. خود او در اینباره می‌گوید:
«بدانکه این تاریخ‌نامه بزرگست گردآورده ابی‌جعفر محمد بن جریر یزید الطبری رحمه‌اللّه که ملک خراسان — ابوصالح بن نوح — فرمان داد دستور خویش را ابوعلی محمد بن محمد البلعمی را که این تاریخ‌نامه را که از آن پسر جریر است پارسی گردان هرچه نیکوتر، چنان‌که اندر وی نقصانی نباشد. پس گوید چون اندر وی نگاه کردم و بدیدم اندر وی علمهای بسیار، پس رنج بردم و جهد و ستم بر خویش نهادم و این را پارسی گردانیدم به نیروی ایزد عزوجل»
صاحب مجمل‌التواریخ و القصص دربارهٔ تاریخ آغاز این ترجمه می‌گوید: «کتاب تواریخ محمد بن جریر الطبری رحمه‌اللّه علیه که از تازی به پارسی کرده‌است ابوعلی محمد بن محمد الوزیر البلعمی به فرمان امیر منصور ابن نوح السامانی که بر زبان ابی‌الحسن الفایق الخاصه پیغام داد در سنهٔ اثنی و خمسین و ثلاث مائه» یعنی از سال ۳۵۲ قمری/۳۴۲ خورشیدی ترجمه این کتاب آغاز شده‌است.

## تصحیح کتاب
تاریخ بلعمی را ملک الشعرای بهار برای تصحیح به دست گرفت و کار را به پایان برد، اما چاپ آن در زمان زندگی او انجام نشد، تا اینکه محمد پروین گنابادی در سال ۱۳۴۱ آن را پس از مقابله با چند نسخهٔ دیگر منتشر کرد و علاوه بر آن مقدمهٔ مفصلی در شرح نسخه‌ها و شرح حال طبری و بلعمی و ویژگی‌های صرفی، زبانی و واژگانی کتاب منتشر ساخت.
جلد اول ۹۳ صفحه مقدمه و ۶۳۸ صفحه متن کتاب را دربردارد.

## آغاز کتاب
بسم اللّه الرحمن الرحیم
سپاس و آفرین بر خدای کامران و کامکار و آفرینندهٔ زمین و آسمان را آنکش نه همتا و نه انباز و نه دستور و نه زن و نه فرزند، همیشه بود و همیشه باشد و بر هستی او نشان آفرینش پیداست، آسمان و زمین و شب و روز و آنچه بدو اندرست.
و چون به خرد نگاه کنی بدانی که آفرینش او بر هستی او گواست و سپاس وی بر بندگان وی پیداست و نعمتهای او بر بندگان وی گستریدست. سپاس داریم آن خدای را برین نکویی‌ها که با بندگان خویش کرده‌است و درود بر محمد پیغمبر بهترین جهان و گزین پیغامبران و نازنین همهٔ فرزندان آدم و شفاعت‌خواه بندگان به روز بزرگ؛ بر وی باد و بر خاندان وی آن گزیدگان و پسندیدگان…